# Riverhillsoft
Riverhillsoft (リバーヒルソフト, Ribāhiru Sofuto) était une société japonaise conceptrice de jeux vidéo créée en 1982 et disparue en 2004. Leur jeux sont sortis sur plusieurs plates-formes dont la MSX, la 3DO, la PC Engine, la PlayStation, la Dreamcast, ou encore la Game Gear.

## Histoire
La compagnie se fait d'abord connaitre grâce au jeu J.B. Harold Murder Club, un jeu d'aventure et d'enquêtes criminelles sorti en 1986 sur ordinateur et PC Engine, qui connaît des rééditions sur Nintendo DS et sur les appareils iOS.
Riverhillsoft a également édité Prince of Persia au Japon.
La compagnie se spécialise quelques années plus tard dans le genre survival horror en développant tout d'abord en 1994 le jeu Doctor Hauzer puis, en 1996, OverBlood et sa suite qui sort deux ans plus tard.
Akihiro Hino y est programmeur sur OverBlood puis directeur sur sa suite OverBlood 2 ; il quitte la société en 1998 pour fonder Level-5.
Le dernier jeu de la compagnie est un jeu de stratégie sorti sur Dreamcast en 1999 : World Neverland Plus: Orurudo Oukoku Monogatari.